# Oberea schaumii
Oberea schaumii är en skalbaggsart som beskrevs av Leconte 1852. Oberea schaumii ingår i släktet Oberea och familjen långhorningar. Inga underarter finns listade i Catalogue of Life.